# Червоная Горка (Черниговская область)
Черво́ная Го́рка (укр. Червона Гірка) – село, расположенное на территории Борзнянского района Черниговской области (Украина) на левом берегу реки Сейм. Расположено в 34 км на северо-восток от райцентра Борзны. Население — 17 чел. (на 2006 г.). Адрес совета: 16410, Черниговская обл., Борзнянский р-он, село Новые Млины,ул.Ярцева,86 , тел. 24-6-31.